# Schieren vasútállomás
Schieren vasútállomás Luxemburgban, Schieren településen található.

## Vasútvonalak
Az állomást az alábbi vasútvonalak érintik:
- CFL 10-es vonal

## Kapcsolódó állomások
A vasútállomáshoz az alábbi állomások vannak a legközelebb:
- Ettelbruck vasútállomás (CFL 10-es vonal)
- Colmar-Berg vasútállomás (CFL 10-es vonal)
- Colmar-Usines train station